# Marché de Bollène
Le marché de Bollène existe depuis plus d'un demi-millénaire. Il a été institué par ordonnance en 1481 par Giuliano della Rovere (futur pape Jules II), légat et archevêque d'Avignon. Son autorisation fixait ce marché hebdomadaire tous les samedis en l'honneur de la mère du Christ. Le jour du marché fut souvent déplacé, tout d'abord au vendredi (1704), au lundi (1712), puis au jeudi. Ce ne fut qu'en 1866 qu'il  fut définitivement fixé au lundi.

## Historique
Ce marché se tenait sur la place Queyrade, dite alors place Carrée. Sous les arcades de la place, étaient vendus volailles, gibier, fruits, graines, fromage ou céréales. Des pierres à peser ces dernières étaient installées sur place. Les étals de viande et de poisson étaient fournis par le Conseil de Ville.
Selon la tradition médiévale foires et marchés étaient placés sous le vocable d'un saint ou d'une sainte. À Bollène c'était le cas de la foire du 2 février (jour de la purification de la Vierge), ou celle du 3 mai (invention de la Croix). La foire du 11 novembre, qui durait trois jours, était placée sous la protection de saint Martin, patron de la cité. Restée la seule foire de Bollène, elle  fut autorisée en 1538 par le cardinal François Guillaume de Castelnau de Clermont-Lodève, légat d’Avignon. Les marchands de chevaux, de moutons s'y retrouvaient avec les paysans locaux venus vendre leurs productions. 
À ces trois foires s'ajoutait, au XIVe siècle, une foire aux bestiaux à la mi-janvier. Les historiens ont noté qu'en date du 14 janvier 1389, Jean de Curières et Mathieu du Bailli, lieutenants de Raymond de Turenne, alors en guerre contre Clément VII, s’emparèrent du Bayle de Bollène qui convoyait une caravane de mules et un immense troupeau de moutons sous la garde de vingt et un bergers. Ce méfait fut enregistré devant le notaire Reyre, en date du 9 février 1389. L’acte notarial expliquait que Raymond de Turenne avait essayé de surprendre la vigilance des gardes de la ville de Bollène en faisant entrer deux de ses hommes déguisés en marchands de bœufs mais qu’ils avaient été découverts et arrêtés comme espions.

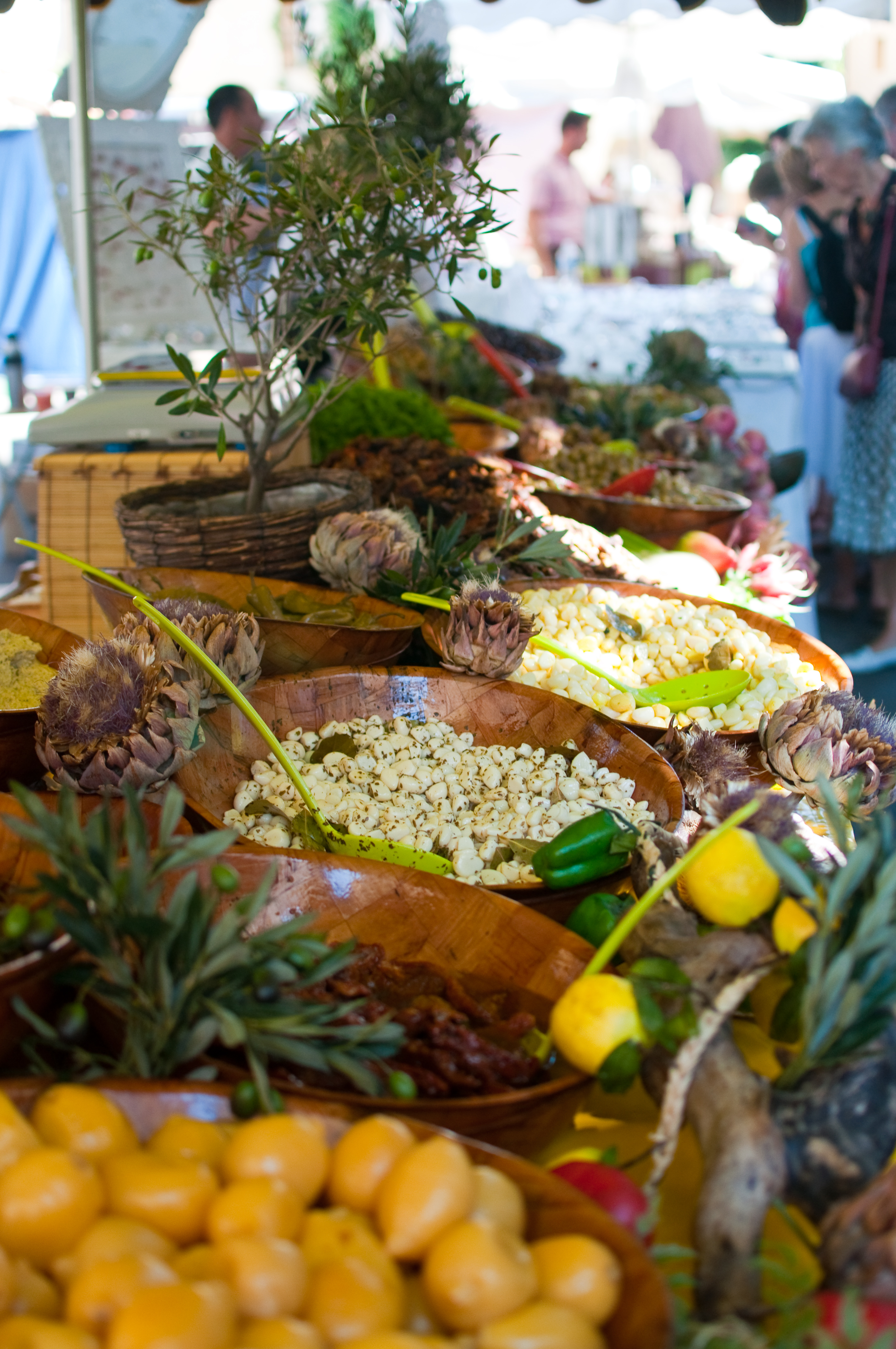
Produits du terroir au marché de Bollène

Jusqu'au XVIIIe siècle, la population locale est essentiellement agricole. Cette activité traditionnelle est particulièrement rentable dans le nord du Comtat Venaissin, grâce à l'irrigation des terres  que permet le débit des rivières comme le Lez ou le Béal. Le surplus de la production est vendu sur le marché hebdomadaire. 
La sériculture atteignit son apogée entre le XVIIIe et le début du XIXe. Sur le marché de Bollène étaient commercialisés les déchets de soie, les filoselles, sous forme d'étoffe commune. Les personnes les plus modestes s'en servaient pour leurs vêtements d'été.

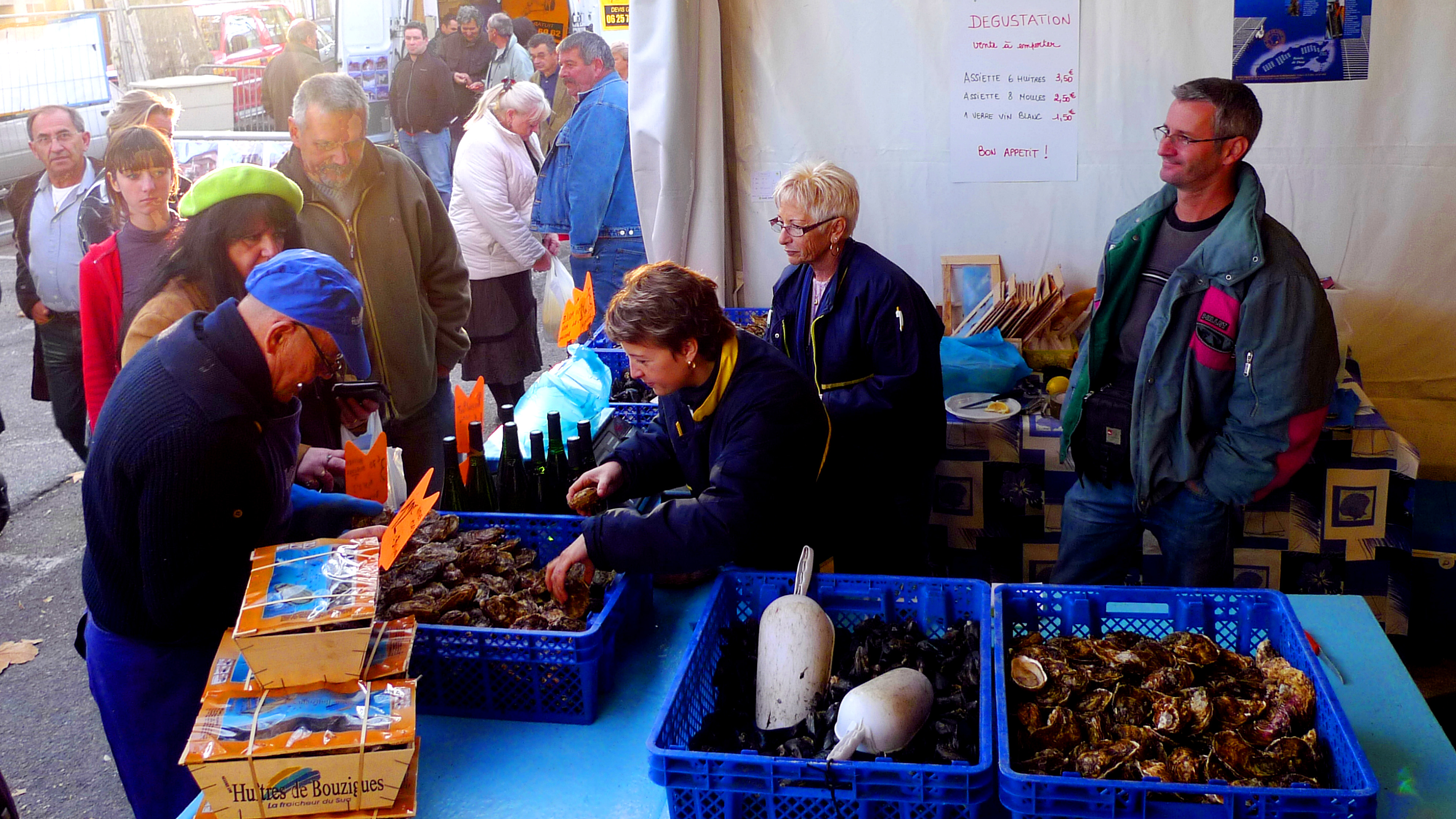
Vente de fruits de mer au marché de Bollène

Le XIXe siècle permit la mécanisation des travaux agricoles et la création d'un réseau d’irrigation dont les canaux permirent l'arrosage de toutes les terres. Ce fut à partir de cette période que se développa la production de fruits et légumes inconnue jusqu'alors.
La révolution industrielle du XIXe répandit l'usage de l'argile réfractaire. Utilisée d'abord pour la fabrication de poterie allant au four, elle dériva ensuite sur la production de briques. Celle-ci fut florissante jusqu'en 1940.
Actuellement, le marché est installé place du Félibrige, rue Alexandre Blanc et place Reynaud de la Gardette sauf durant les deux mois d'été, où il s'abrite sous les platanes de la place du 18 juin. Ce sont une vingtaine de commerçants qui, en toutes saisons, commercialisent leurs produits : boucherie, rôtisserie, légumes et fruits, poissonnerie, traiteur, fromages, etc. S'y ajoutent la confection, les produits manufacturés, les vêtements, les tissus, les articles de mercerie ou de bazar.